# Bergères-sous-Montmirail
Bergères-sous-Montmirail é uma comuna francesa na região administrativa do Grande Leste, no departamento de Marne. Estende-se por uma área de 10.52 km², e possui 129 habitantes, segundo o censo de 2018, com uma densidade de 12 hab/km².